# Dorfkirche Ahrenshagen

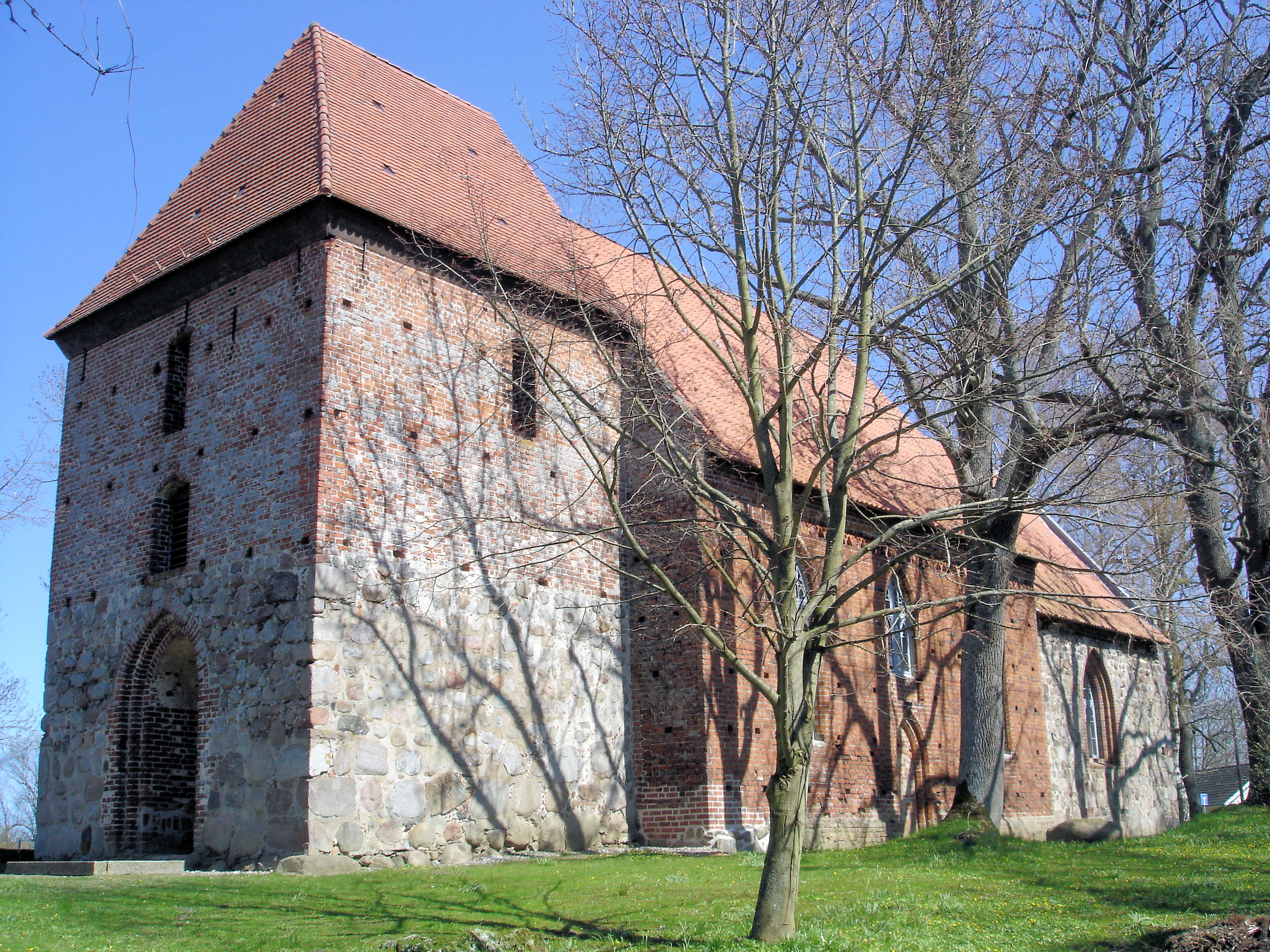
Dorfkirche Ahrenshagen

Die Dorfkirche Ahrenhagen ist eine aus dem 13. Jahrhundert stammende Dorfkirche im Ortsteil Ahrenshagen der vorpommerschen Gemeinde Ahrenshagen-Daskow.

## Geschichte
Die Kirche wurde in der zweiten Hälfte des 13. Jahrhunderts errichtet. Ahrenshagen war zu dieser Zeit ein bedeutender Marktflecken. Das heutige Kirchenschiff wurde im 14. Jahrhundert angebaut, der Kirchturm im 15. Jahrhundert; er ist nur zehn Meter hoch und damit wesentlich kleiner als ursprünglich. Der aus Backstein bestehende Aufbau wurde vermutlich bei einer Erneuerung 1752 aufgesetzt.
Das Chorgewölbe ist mit circa 20 cm Steinstärke ungewöhnlich schwer und hat immer wieder größere Reparaturen gebraucht, so in den Jahren 1752, 1825 und 1978.

## Äußeres

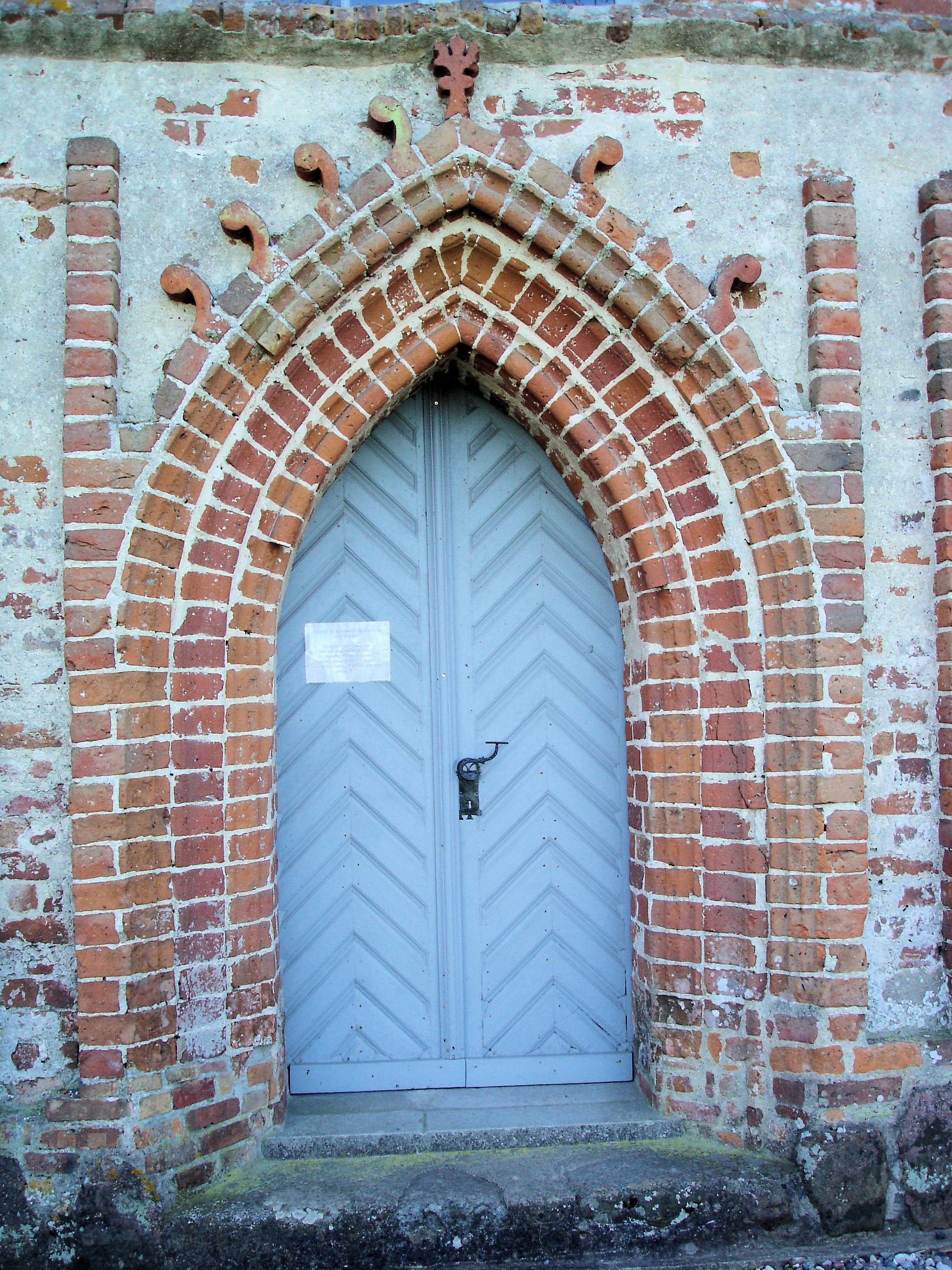
Nordportal

Der Kirchturm hat ein gewaltiges Untergeschoss aus Feldstein. Das niedrigste Gebäudeteil ist der zuerst errichtete Chor. An seiner Giebelseite befindet sich ein spitzbogiges großes Fenster, das allerdings erst 1845 in der heutigen Form eingefügt wurde. Auch die Fenster des Kirchenschiffes sind spitzbogig ausgeführt.
Das Gewölbe des Chores wird seit 1752 durch einen außen angebrachten zusätzlichen Pfeiler gestützt.

## Ausstattung
Die Kirche verfügt über bedeutende Ausmalungen im Chorgewölbe aus dem 14. Jahrhundert, die 1967 wiederentdeckt und 1968 freigelegt wurden. Die Gemälde wurden wahrscheinlich um 1340 durch eine  Werkstatt, die auch in der Nikolaikirche zu Stralsund eine Kreuzigungsgruppe gemalt hat, gefertigt.
Der sichtbare, originale Ziegelrand am Chorbogen ist architektonisch bedeutsam. Ebenfalls im Chor befindet sich ein 2004 renoviertes Patronatsgestühl mit den Wappen der Familien Plüskow und Göden. An der Chorwand befindet sich ein großes Kruzifix. Teile des Korpus stammen aus dem 13. Jahrhundert, die Arme wurde 1846 ergänzt.
Das Schiff verfügt über eine Balkendecke. Eine hölzerne Taufe steht zwischen Altar und Gestühl. Dieses  wurde 1845 gestrichen. Seit 1964 steht es in der heutigen Anordnung im Schiff.
Der barocke Kanzelaltar stammt von 1745. Er zeigt u. a. das Auge Gottes. Neben ihm stehen Reste eines Gestühls aus dem 17. Jahrhundert.
Hölzerne Figuren im Pfarrhaus, u. a. der Apostel Paulus, stammen wohl aus dem Mittelalter. Sie wurden aus der Dorfkirche Pantlitz geborgen. Von dort stammen auch die beiden Wappenepitaphe der Familie von Mörder.

## Orgel
Die einmanualige Orgel wurde von Johann Friedrich Schulze gefertigt; das Jahr ist unbekannt. Sie kam 1846 aus der Kirche in Greifenhagen nach Ahrenshagen. Ein zweites Manual, das 1904 von Barnim Grüneberg eingebaut wurde, ist später wieder entfernt worden.
Ende 2002 wurde die Orgel durch die Saalfelder Orgelbaufirma Rösel & Hercher Orgelbau erfolgreich wiederhergestellt. Sie ist wie folgt disponiert:
| Manual C–f3 |     |
| Bordun      | 16′ |
| Principal   | 8′  |
| Gamba       | 8′  |
| Hohlflöte   | 8′  |
| Octave      | 4′  |
| Mixtur III  |     |

| Pedal C–d1 |     |
| Subbaß     | 16′ |

## Geläut
Die Kirche verfügt seit 1999 über ein dreistimmiges Geläut. Die Glocke aus Bronze stammt aus dem Jahr 1899. Sie trägt die Inschriften „O Land, Land, höre des Herrn Wort! / Jer. 22,29“ sowie „Patrone: Königlicher Kammerherr Wilhelm von Stumpfeld-Lillienanker auf Daskow. / Königlicher Rittmeister a. D. Hugo Freiherr von Mecklenburg auf Pantlitz. / Rittergutsbesitzer Wilhelm Rewoldt auf Wiepkenhagen. / Pastor: Leopold Wilhelm Lotzow. / August Dieckmann - Altenwillershagen. / Aelteste: Robert Hecht - Trinwillershagen. / Küster: Herrmann Lücht: / Gegossen von C. Voss & Sohn in Stettin 1899./ No 1540“.
Eine alte Stahlglocke steht vor dem Kirchturm. Sie wurde 1958 bei Schilling in Apolda gegossen und hat die Inschrift „Dienet dem Herrn mit Freuden“ (Psalm 100,2). Sie ersetzte eine ebenfalls bei Schilling gegossene Bronzeglocke aus dem Jahre 1929, die im Zweiten Weltkrieg abgeliefert werden musste.

## Gemeinde
Die evangelische Kirchengemeinde Ahrenshagen gehört seit 2012 zur Propstei Stralsund im Pommerschen Evangelischen Kirchenkreis der Evangelisch-Lutherischen Kirche in Norddeutschland. Vorher gehörte sie zum Kirchenkreis Stralsund der Pommerschen Evangelischen Kirche. Zur jetzigen Kirchengemeinde Ahrenshagen gehören die Kirchen in Pantlitz, Schlemmin, Tribohm sowie Lüdershagen mit Langenhanshagen.